# Call of Duty (videohra)
Call of Duty (zkratka CoD) je 3D akční videohra z prostředí druhé světové války, kterou vyvinulo studio Infinity Ward a vydala ji společnost Activision. Hra byla uvedena na trh 29. října 2003 pro operační systém Microsoft Windows a představuje první díl stejnojmenné série.
Hráč se v průběhu hry zapojuje do tří samostatných kampaní, které sledují pohled americké, britské a sovětské armády. Protivníkem jsou výhradně jednotky nacistického Německa. Hra simuluje pěchotní i kombinované vojenské operace a běží na upravené verzi enginu id Tech 3. Ve své době byla často srovnávána se sérií Medal of Honor, oproti ní však kladla větší důraz na týmovou spolupráci a interakci s počítačem řízenými spojenci, kteří reagují na vývoj situace na bojišti.
Na vývoji se podíleli i autoři titulu Medal of Honor: Allied Assault, kteří přešli do nově vzniklého studia Infinity Ward. Po vydání hra obdržela pozitivní recenze a získala řadu ocenění včetně titulu Hra roku. Pozdější hodnocení se stala smíšenějšími, zejména kvůli technickému zastarávání a vývoji série.
V září 2004 bylo vydáno rozšíření Call of Duty: United Offensive, které vyvinula studia Gray Matter Studios a Pi Studios. V témže roce vyšel také doplněk pro verzi na konzoli N-Gage s názvem Arena Pack, jenž přinesl tři nové úrovně.

## Hratelnost
Call of Duty je střílečka z pohledu první osoby, v níž hráč ovládá pěšáka, vybaveného zbraněmi odpovídajícími období druhé světové války. Herní režim pro jednoho hráče provází uživatele třemi samostatnými kampaněmi, ve kterých bojuje za spojenecké armády Spojených států amerických, Sovětského svazu a Spojeného království. Každá kampaň se odehrává z pohledu konkrétní postavy: americkou část reprezentuje vojín Martin, sovětskou seržant Voronin a britskou seržant Evans.
Každá mise má stanovené úkoly, které jsou zobrazeny pomocí kompasu v herním rozhraní. K postupu do další části hry je nutné všechny tyto úkoly splnit. Hru je možné kdykoli ukládat a znovu načítat, což v pozdějších dílech série nahradil systém kontrolních bodů.
Hráč může nést dvě hlavní zbraně, jednu pistoli a až deset granátů. Zbraně lze měnit za ty, které zůstaly po padlých vojácích. Na rozdíl od novějších dílů série umožňuje první Call of Duty přepínání mezi jednotlivými výstřely a dávkami. Zavedeny byly také mechanická mířidla, která umožňují přesnější střelbu. V některých misích je možné ovládat i stacionární zbraně, například kulomety.
Zdravotní stav postavy je zobrazen klasickým ukazatelem zdraví. Obnovení zdraví probíhá sbíráním lékárniček, které jsou rozmístěny v prostředí, nebo je zanechávají poražení nepřátelé.
Hra obsahuje i efekt dočasného omráčení po výbuchu granátu nebo dělostřeleckého náboje. V takové situaci se dočasně omezí vidění i zvuk a pohyb postavy je zpomalen.
Většina misí probíhá ve spolupráci s dalšími spojeneckými vojáky, kteří se aktivně zapojují do boje. Hráč má na starosti splnění klíčových úkolů, zatímco ostatní jednotky poskytují podporu při postupu. Důraz je kladen na využívání krytí, granátů a taktické palby. Spolubojovníci vyhledávají úkryt za zdmi a překážkami a pomáhají vytvářet tlak na nepřátelské pozice.

## Kampaň
Hra obsahuje tři samostatné kampaně za americkou, britskou a sovětskou armádu, odehrávající se v různých obdobích druhé světové války. Děj je zasazen do různých klíčových událostí druhé světové války a každá kampaň představuje specifický úhel pohledu na konflikt.

### Americká kampaň
Americká kampaň sleduje příběh vojína Martina, příslušníka 506. výsadkového pěšího pluku roty Baker. V srpnu 1942 podstupuje základní výcvik ve výcvikovém táboře Camp Toccoa pod dohledem kapitána Foleyho a seržanta Moodyho. V červnu 1944 se účastní vylodění v Normandii a připravuje přistávací zónu pro výsadkáře v rámci operace Overlord. Po výsadku se Martin ocitá ve smíšené jednotce tvořené vojáky z různých rot, které velí jeho nadřízený kapitán Foley. Společně získají kontrolu nad městem Sainte-Mère-Église, vyčistí okolí a zneškodní několik protiletadlových děl Flakpanzer IV.
V dalších misích Martin spolupracuje se seržantem Moodym a vojínem Elderem z 82. výsadkové divize. Prorazí německé linie, naváže spojení s velením a zajistí posily. Poté se jeho jednotka podílí na zničení německých dělostřeleckých pozic, které ostřelují vyloděné jednotky na pláži Utah.
V srpnu 1944 je Martinova jednotka nasazena do útoku na bavorský zámeček, kde mají osvobodit dva britské důstojníky, kapitána Price a majora Ingrama. Po záchraně Price se ukáže, že Ingram byl přemístěn do jiného zajateckého tábora, kam se jednotka infiltrace dostane a Ingrama osvobodí. Závěrečná mise se odehrává během bitvy v Ardenách, kde Martinova jednotka brání obsazené bunkry před útokem německých tankových sil.

### Britská kampaň
Britská kampaň začíná v červnu 1944 operací Tonga. Hráč se ujímá role seržanta Jacka Evanse z 2. praporu Oxfordshire a Buckinghamshire pluku, který je součástí 6. výsadkové divize. Jeho jednotka přistává v kluzácích Horsa nedaleko mostu Pegasus u obce Bénouville. Pod velením kapitána Price vyčistí most od německých sil a úspěšně ho brání před protiútokem, přičemž jim přichází na pomoc i 7. výsadkový prapor.
V září jsou Evans a Price přeřazeni k jednotce britských speciálních sil SAS, kde spolupracují se seržantem Watersem. Společně se účastní sabotáže na přehradě Eder, která byla po zničení během operace Chastise opět uvedena do provozu. Evans ničí protiletadlové kanóny Flakvierling a po úspěšném zásahu pomáhá svým spolubojovníkům uniknout před německými jednotkami. Na letišti kryje útěk Price a Waterse pomocí protiletadlového děla během útoku střemhlavých bombardérů Stuka. Následně se trojice vydává za německé námořní důstojníky, pronikne na bitevní loď Tirpitz, vyřadí její obranu a získá strategické informace pro plánovaný letecký útok. Kapitán Price se nakonec obětuje, aby ostatním umožnil útěk.
Závěr kampaně se odehrává u města Burgsteinfurt v Německu, kde Evans a jeho jednotka pomáhají při spojenecké ofenzivě. Zjišťují, že se Němci chystají odpálit rakety V-2 proti postupujícím spojeneckým silám. Jednotka odpálení raket úspěšně zabrání a připojuje se k hlavnímu postupu armády.

### Sovětská kampaň
Sovětská kampaň začíná v září 1942 během bitvy o Stalingrad. Hráč ovládá desátníka Alexeje Ivanoviče Voronina, který je spolu s dalšími nováčky přepraven přes řeku Volhu na frontu. Mnoho vojáků je během přepravy zabito leteckým útokem Luftwaffe. Po přistání Voronin navádí dělostřelecký úder na německé pozice a bojuje na Rudém náměstí, kde sovětští komisaři popravují ustupující vojáky. Voronin likviduje několik německých důstojníků a umožňuje dělostřelectvu zničit německé tanky. Následně se spojí se zbytky své jednotky na nádraží a odvede je k majoru Zubovovi z 13. gardové střelecké divize. Za své zásluhy je povýšen na mladšího seržanta.
V listopadu se Voronin připojuje k jednotce seržanta Pavlova, která má za úkol dobýt obytný dům obsazený Němci. Po úspěšném útoku jednotka budovu udrží i přes silný německý protiútok.
V lednu 1945 již jako plný seržant slouží Voronin u 150. střelecké divize 3. úderné armády. Jeho jednotka dobývá improvizovanou opravnu tanků v polské Varšavě během Viselsko-oderské ofenzivy a navazuje spojení se 4. gardovou tankovou armádou. Později Voronin velí tanku T-34-85 a podílí se na osvobození města poblíž řeky Odry.
V dubnu se vrací ke své původní jednotce a spolu s dalšími vojáky podniká útok na Říšský sněm v Berlíně. Po urputném boji vztyčí na jeho střeše vítěznou rudou vlajku, čímž symbolicky končí válka v Evropě.

#### Příklady bitev ve hře
- Bitva o St. Mere Église
- Bitva o Pegasus Bridge
- Zničení bitevní lodi Tirpitz
- Bitva u Stalingradu
- Bitva v Ardenách
- Bitva o Berlín

## Multiplayer
Režim pro více hráčů hry Call of Duty umožňuje hráčům soupeřit v různých herních režimech prostřednictvím lokální sítě nebo internetu. Hráči se mohou zapojit do týmových i individuálních zápasů na mapách inspirovaných bojišti druhé světové války. Hra nabízí různé módy, například týmový deathmatch, hledání a zničení nebo obsazení vlajky.
V České republice si Call of Duty získalo oblibu také v oblasti amatérských a poloprofesionálních turnajů. Každoročně se konaly mezihernové soutěže, ve kterých mohli účastníci předvést své schopnosti a soutěžit o věcné ceny. Mezi významné organizátory těchto akcí patřily například herní portály GamePark, GameZone, ESuba a Grunex.

## Módy hry
- Deathmatch (DM) – všichni hráči hrají proti sobě
- Team deathmatch (TDM) – 2 týmy hrají proti sobě
- Headquarters (HQ) – 2 týmy hrají proti sobě, mají za úkol obsadit rádio a ubránit jej
- Search & Destroy (SaD) – 2 týmy hrají proti sobě, první tým má za úkol položit bombu a poté ji 1 minutu ubránit. Druhý tým jim musí v položení bomby zabránit, pokud se jim to však nepodaří, mají jednu minutu na její odjištění.
- Retrieval (RET) – 2 týmy hrají proti sobě, styl hry je podobný jako u Capture the flag
- Behind Enemy Lines (BEL) – několik spojeneckých vojáků se brání přesile tak dlouho, jak jen je to možné